# Gustav-Adolf Gedat

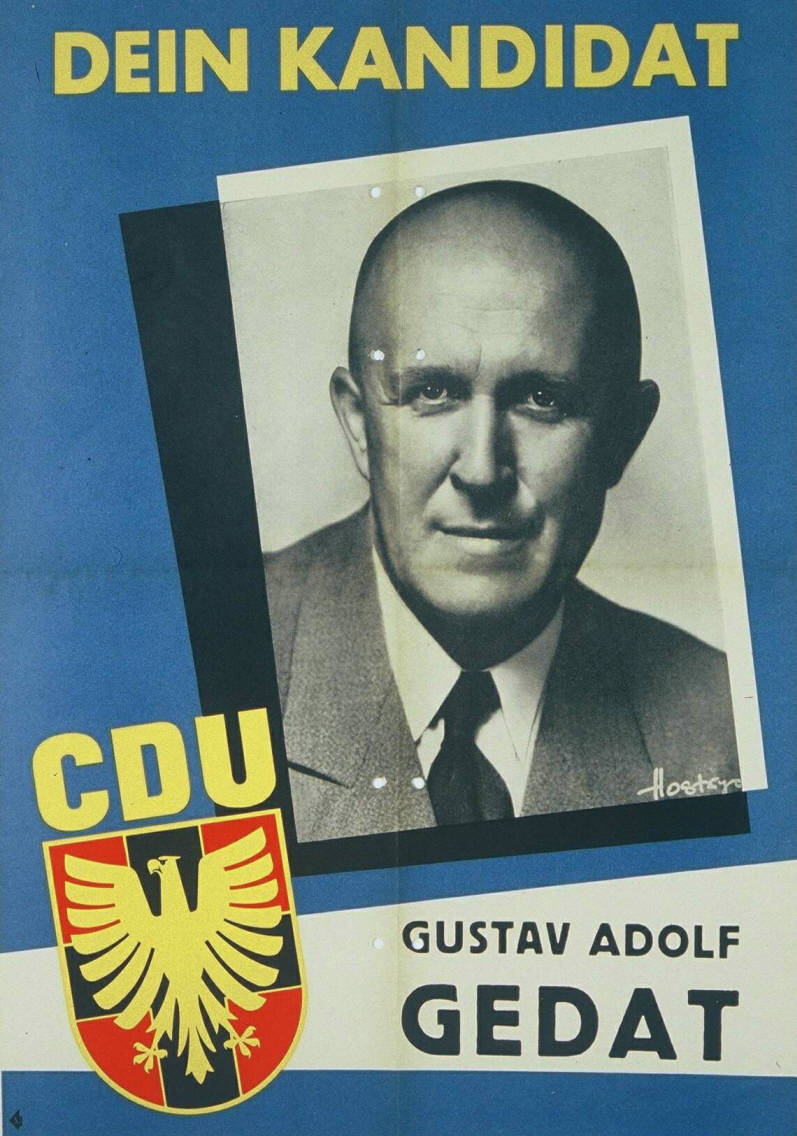
Wahlplakat 1953

Gustav-Adolf Gedat (* 10. Februar 1903 in Potsdam; † 6. April 1971 in Bad Liebenzell) war ein deutscher Politiker der CDU.

## Leben und Beruf
Nach dem Abitur in Ostpreußen studierte Gedat, der evangelischen Glaubens war, Pädagogik an verschiedenen Universitäten in Deutschland und im Ausland. Bereits seit 1918 war er ehrenamtlich für die freideutsche Jugendbewegung tätig, für die er später auch hauptamtlich arbeitete. In den 1930er Jahren wurde er Reichssekretär des CVJM.
Gedat war vom Nationalsozialismus begeistert und hatte eine anti-semitische Haltung: „Eine neue Zeit, eine neue Hoffnung, ein Führer ist erstanden! Eine Volksgemeinschaft soll aufgebaut werden auf der Grundlage rassischer Reinheit und völkischen Bewußtseins. Fremdrassische Elemente sollen ausgeschaltet werden. Der nordische Mensch allein soll das Recht haben.“ Gedat hieß das nationalsozialistische Regime als eine Art „starkes Desinfektionsmittel“, um Deutschland vom „Materialismus“ zu befreien, willkommen und erklärte 1935 in einer Ansprache: „Gott hat etliche zu Jägern über das jüdische Volk bestellt, es zu jagen und dorthin zu bringen, wo Gott es haben will!“
Trotz dieser zunächst freundlichen Einstellung zum Regime entwickelten sich im Laufe der Zeit Differenzen, da sein Ziel eher die biblisch fundierte autoritäre Herrschaft einer „Herrenklasse“ und nicht die Herrschaft einer „Herrenrasse“ war und er das „Problem“ mit den Juden nicht rassisch, sondern biblisch begründet sah. Aufgrund dieser Differenzen erhielt er 1938 Rede- und Tätigkeitsverbot durch die Nationalsozialisten (siehe dazu das Zitat von 1934) und arbeitete fortan bis 1944 als Hoteldirektor in Danzig.
Von 1945 bis 1952 war Gedat Generalsekretär des CVJM und Mitglied des YMCA-Weltrates in Genf. Er war stellvertretender Vorsitzender des evangelikalen Christlichen Jugenddorfwerkes in Deutschland und Geschäftsführender Präsident des deutschen Zweiges der „Christen in Verantwortung“ (The Family) sowie Vizepräsident des International Council for Christian Leadership in Washington, D.C. Weiterhin war er 1952 Gründer und bis zu seinem Tode Vorsitzender der Gesellschaft zur Förderung überkonfessioneller, überparteilicher und übernationaler Zusammenarbeit in Bad Liebenzell.
In den 1950er Jahren unterstützte Gedat gemeinsam mit Theodor Bovet Homosexuelle, die vor Verhaftung aus der Bundesrepublik in die Schweiz flüchteten.

## Partei
Gedat trat 1953, kurz vor seiner Aufstellung als Bundestagskandidat, der CDU bei. Er vertrat den Wahlkreis Reutlingen im Deutschen Bundestag, dem er von 1953 bis 1965 angehörte.

## Ehrungen
Gedat wurde 1954 Ehrenritter des Johanniterordens. 1963 verlieh ihm das New York College die juristische Ehrendoktorwürde und 1964 wurde er zum Commendatore dell’Ordine al Merito delle Republica Italiana ernannt. 1965 wurde er in den Pegnesischen Blumenorden aufgenommen.

## Veröffentlichungen
- Ein Christ erlebt die Probleme der Welt. Versuch einer volkstümlichen Einführung in das Weltgeschehen unserer Tage. Steinkopf, Stuttgart 1934.
- Auch das nennt man Leben. Begegnungen unterwegs. Steinkopf, Stuttgart 1935.[8]
- Christentum – für Minderwertige? Ein Vortrag. Ostwerk-Verlag, Berlin 1937.
- Wunderwege durch ein Wunderland. Ein Fahrtenbilderbuch. Steinkopf, Stuttgart 1939.
- Was wird aus diesem Afrika? 2 Bände.  Steinkopf, Stuttgart 1938–1952;
  - Band 1: Erlebter Kampf um einen Erdteil. Mit einem Geleitwort von Kolonialstaatssekretär a. D. Dr. jur. h. c. Friedrich von Lindequist. 1938;
  - Band 2: Wiedersehen mit einem Kontinent nach 15 Jahren. 1952.
- Sie bauten für die Ewigkeit. Erlebte Wunderbauten aus aller Welt. Kreuz-Verlag, Stuttgart 1951.

## Zitat
„In Deutschland hat sich in den Jahren, die ich draußen war, vieles geändert, sehr vieles. Ein ganz Neues ist angebrochen, eine neue Zeit, eine neue Hoffnung, ein Führer ist erstanden. Ich bin ins dritte Reich heimgekehrt und finde alte Sehnsüchte nach einem starken, stolzen Vaterland erfüllt. Ordnung herrscht in dem neuen Deutschland, straffe Führung, zielsicheres Gestalten der Zukunft. Eine Volksgemeinschaft soll aufgebaut werden auf der Grundlage rassischer Reinheit und völkischen Bewußtseins. Deutsche Jugend hat diesen Weg den Alten voranzugehen. Sie ist die Zukunft, ihre Lebensgestaltung wird entscheidend sein für kommende Generationen des deutschen Volkes. Fremdrassische Elemente sollen bei diesem Vorgang ausgeschaltet werden. Der nordische Mensch allein wird das Recht haben, beim Bau des neuen Deutschland mitzuschaffen. Wer anders ist, hat kein Recht und keine Fähigkeit, Bürger zu sein im neuen Reich.“